# Fileo
Fileo (in greco antico: Φυλεύς?, Phylèus) è un personaggio della mitologia greca ed uno dei figli di Augia, re d'Elide e nemico di Eracle.
Fece parte della caccia al cinghiale calidonio.

## Mitologia
Venne cacciato dal padre dopo aver appoggiato quest'ultimo in seguito a una disputa scoppiata tra l'eroe e il padre.
Bandito dalla sua città, si stabilì a Dulichio, dove sposò Timandra dalla quale ebbe Megete ed Euridamia.
Più tardi Eracle mise a sacco l'Elide, uccise re Augia e ricompensò Fileo, ponendolo sul trono.
Suo figlio Megete guidò un contingente da Dulichio alla Guerra di Troia.